# Aleksy Laskarys
Aleksy Laskarys (gr. Ἀλέξιος Λάσκαρις) – brat cesarza nicejskiego Teodora I Laskarysa.
Był jednym z co najmniej sześciu braci Teodora I Laskarysa. Nosił tytuł sebastokratora. Po bezpotomnej śmierci Teodora Aleksy był niezadowolony z przejęcia władzy przez Jana III Dukasa Watatzesa. Wraz z innym bratem Izaakiem Laskarysem uciekł do Cesarstwa Łacińskiego, zabierając ze sobą córkę Teodora - Eudokię. Próbował zaaranżować małżeństwo pomiędzy Eudokią a cesarzem łacińskim Robertem z Courtenay. W 1224 obaj bracia stanęli na czele armii łacińskiej, która zaatakowała armię nicejską w bitwie pod Poimanenon. Obaj dostali się do niewoli i niebawem zostali oślepieni. 